# The Fallen
The Fallen je singl skotské indie-rockové kapely Franz Ferdinand, který pochází z alba You Could Have It So Much Better. Byl vydán 3. dubna 2006, v domácích hitparádách bodoval 14. (UK Singles Chart) a 1. (UK Indie Chart) místem. Spolu se skladbou „The Fallen“ obsahuje i doposud nevydanou píseň „L. Wells“, kterou kapela nahrála na začátkem roku 2006 v Austrálii.

## Úryvek textu
Did I see you in a limousine
Flinging out the fish and the unleavened
Five thousand users fed today
As you feed us
Won't you lead us
To be blessed

## Jednotlivé verze

### CD
1. The Fallen (radio edit) – 2:49
2. The Fallen (Justice remix) – 3:55
3. L. Wells – 3:31
4. Jeremy Fraser – 3:57
5. The Fallen (video) – 2:49

### Sedmipalcová gramodeska
1. The Fallen – 3:42
2. L. Wells – 3:31

### Dvanáctipalcová gramodeska
1. The Fallen (Justice remix) – 3:55
2. The Fallen – 3:42
3. Do You Want To (Max Tundra remix) – 4:35
4. Do You Want To (Max Tundra remix – instrumentální) – 4:22